# Schibriyya
Die Schibriyya (arabisch شبرية, DMG Šibriyya) ist ein Dolch aus Palästina und Jordanien.

## Beschreibung
Die Schibriyya hat eine leicht gebogene, zweischneidige Klinge. Die Klinge ist glatt oder hat einen leichten Mittelgrat. Die Klinge ist vom Heft zum Ort erst gerade und läuft dann an der Schneide nach oben und am Klingenrücken nach unten bogenförmig zum Ort. Die Klingen haben eine ähnliche Form wie die Klingen der Bowiemesser. Das Heft besteht meist aus Holz oder Horn, das mit Metallblech (Silber, Messing) überzogen und mit Metalldraht und Gravuren verziert ist. Die Scheiden sind in der Regel aus Holz, und ebenfalls mit Metallblech überzogen. Zurzeit gibt es in Jordanien nur noch zwei Schmiede (die Gebrüder Abed Abu Mohaisen und Zain Mohaisen), die traditionelle Schibriyyas in reiner Handarbeit herstellen. Beide arbeiten in kleinen, eigenständigen Werkstätten nahe dem Römischen Theater in Amman. Die Schibriyya wird von den Beduinen in Palästina und Jordanien benutzt.